# Centre hospitalier Cœur de Corrèze
Le centre hospitalier Cœur de Corrèze est un centre hospitalier public situé à Tulle, dans le département de la Corrèze.

## Description
Le centre hospitalier Cœur de Corrèze dessert un bassin de population de 400 000 habitants et un territoire de proximité de 70 000 habitants. En 2014, le centre hospitalier a enregistré 17 114 entrées. En décembre de cette même année, 1 315 personnes y travaillaient. Le centre hospitalier Cœur de Corrèze est le troisième pôle de Santé du Limousin. 

## Historique
- 1674 : Louis XIV autorise un hôpital général à Tulle : Sainte-Croix de Tulle
- 1792 : l'hôpital prend le relais des Visitandines sur le versant sud du Puy Saint-Clair
- 1965 : construction sur la Place Maschat de la Maison de retraite
- 1971 : construction du Bâtiment principal actuel
- 1976 : construction de l’Institut de formation en soins infirmiers et de la Crèche
- 1978 : construction du Centre de convalescence et de réadaptation « Le Chandou »
- 1985 : construction du Plateau technique (Imagerie médicale, bloc opératoire, stérilisation…)
- 1990 : construction de la blanchisserie sur le site « Le Chandou »
- 2005- 2007 : Construction et réhabilitation des unités de long séjour Site « Le Chandou »
- 2007 : déplacement de la Maison de retraite (EHPAD) sur le site « Les Fontaines » (ancienne clinique Saint Damien)
- 2008 : ouverture du centre de médecine physique des « Neuf Pierres »
- 2009 : démolition de la maison de retraite site Place Maschat
- 2009-2010 : construction du Bâtiment Urgences Cardiologie Soins Intensifs « BUCSI »
- 2012 : à la suite de la dissolution du Syndicat Interhospitalier Brive Tulle Ussel, réintégration des activités de pédiatrie, néonatalogie, SAMU et CESU.

## Spécialités
Le centre hospitalier de Tulle dispense les spécialités médicales et chirurgicales suivantes :
- Pôle Médecine
  - Cardiologie et pathologies respiratoires,
  - Consultations et explorations en cardiologie et pneumologie,
  - Diabétologie / Endocrinologie / Nutrition,
  - Médecine polyvalente,
  - Neurologie / Rhumatologie / Hématologie,
  - Soins intensifs cardiologiques,
  - Unité de Soins Intensifs polyvalents.
- Pôle Mère-enfant 
  - Gynécologie,
  - Obstétrique - Maternité,
  - Pédiatrie,
  - Néonatalogie.
- Pôle Urgence et médico-techniques 
  - Centre d'enseignement des soins d'urgence (CESU) de la Corrèze,
  - Imagerie médicale,
  - Laboratoire de biologie médicale,
  - Laboratoire d'anatomo pathologie,
  - Pharmacie hospitalière,
  - Service d’accueil des urgences,
  - Unité d'accueil des personnes en situation de détresse : UAPSD,
  - Urgences et unité d'hospitalisation de courte durée (UHCD),
  - Permanence d'accès aux soins de santé (PASS),
  - SMUR (service mobile d'urgence et de réanimation).
- Pôle gériatrique 
  - Médecine gériatrique,
  - Établissement d'hébergement pour personnes âgées dépendantes,
  - Équipe mobile de gériatrie (EMG),
  - Consultation mémoire
  - Service de soins infirmiers à domicile (SSIAD),
  - Soins de suite et de réadaptation (SSR) pour personnes âgées,
  - Unité de soins de longue durée (USLD).
- Pôle Chirurgie 
  - Anesthésie et  Bloc opératoire,
  - Chirurgie viscérale et endocrinologique, 
  - Chirurgie vasculaire
  - Chirurgie urologique,
  - Explorations fonctionnelles digestives,
  - Gastro-entérologie,
  - Orthopédie - Traumatologie,
  - Ophtalmologie,
  - ORL,
  - Stomatologie,
  - Unité ambulatoire médico-chirurgicale.
- Pôle psychiatrie 
  - Centre médico-psychologique : CMP
  - Hôpital de jour psychiatrique
  - Hôpital psychiatrique de la personne âgée
  - Psychiatrie 1 - Service fermé
  - Psychiatrie 2 - Service ouvert
- Pôle prévention et promotion de la santé : 
  - Centre de dépistage anonyme et gratuit (CDAG)
  - Centre de planification et d'éducation familiale
  - Équipe de Liaison et de Soins en Addictologie (ELSA)
- Pôle de support et proximologie :
  - Équipe mobile des soins palliatifs départementale : EMSP
  - Hospitalisation A Domicile départementale : HAD
  - Médecine Physique et de Rééducation Les Neuf Pierres : MPR

## Différents sites
- Site Place-Maschat : Médecine, Chirurgie, Obstétrique
- BUCSI (pôle Urgence-Thorax : urgence, SMUR, cardiologie, soins intensifs cardiologique, pathologies respiratoires, soins intensifs polyvalents)
- Centre des Neuf-Pierres (Médecine physique et de réadaptation)
- Centre Le Chandou (SSR, USLD)
- EHPAD Les Fontaines
- Hôpital de jour gérontopsychologique
- Hôpital de jour psychiatrique
- Centre médico-psychologique
- IFSI / IFAS
- Internat Poincaré
- Internat Fournivoulet